# Королевство Йорвик
Йорвик, Скандинавский Йорк или Датский Йорк — территория северной части Нортумбрии (современный Йоркшир), находящаяся под властью викингов с конца IX века по первую половину X века. В частности также используется для обозначения Йорка, города, контролируемого этими королями в те времена.
Скандинавские монархи контролировали разную часть Нортумбрии с 875 по 954 год, однако Йорвик был захвачен и завоёван на короткое время англосаксами между 927 и 954 годами, прежде чем в конечном итоге был аннексирован ими в 954 году. На протяжении всего этого периода он был тесно связан с гораздо более долгоживущим королевством Дублин.

## История

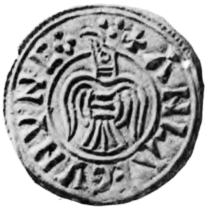
Пенни отчеканенные в Йорке при правлении Олава III

Впервые Йорк был захвачен в ноябре 866 года Иваром Бескостным, возглавлявшим большую армию датских викингов, названную англосаксонскими летописцами «Великой языческой армией», которая высадилась в Восточной Англии и двинулась на север, чему способствовали поставки лошадей, которыми король Восточной Англии Эдмунд подкупил их, и гражданскую борьбу между Берницией и Дейрой за королевскую власть в Нортумбрии. Объявив перемирие, они объединили свои силы, но не смогли вернуть себе Йорк в марте 867 года, и Дейра перешла под контроль Дании, поскольку Королевство Нортумбрия и королевский двор Нортумбрии бежали на север, чтобы укрыться в Берниции.
Попытка викингов пойти против Мерсии в том же году потерпела неудачу, как и против Уэссекса в 869 году. Когда скандинавский военачальник Гутрум направился в Восточную Англию, Хальфдан Рагнарссон  захватил власть в 875 году.
После насильственной смерти последнего короля Йорвика Эйрика I Кровавая Секира в 954 году королевство викингов было полностью поглощено Англией. После того, как королевство Нортумбрия было объединено (теперь это графство Англии под управлением Уэссекской династии), взамен на титул Короля Йорвика пришёл титул Граф Йорк, созданный в 960 году.
Между 1070 и 1085 годами датские викинги время от времени предпринимали попытки вернуть Йорвик, однако они были неудачны.

## Список королей Йорвика
- Риксиг (872 — ок. 875)
- Хальфдан Рагнарссон (ок. 875 — 877)
- Период междуцарствия (877—883)
- Гутфрит I (ок. 883 — 895)
- Сигфрит (ок. 895 — 900)
- Кнут (ок. 900 — 905)
- Этельвольд Этелинг (900—902)[5]
- Эовилс и Хальфдан II (902—910)[5] и Ингвэр (?—910)
- Англосаксонский контроль, возможно, под Эадвульфом II (910—913)
- Англосаксонский контроль, возможно, под Элдредом I (913—918)
- Рагналл Уа Имар (918—921)
- Ситрик Слепой (921—927)
- Готфрид I (927)
- Этельстан (927—933; 933—934; 934—939)
- Олаф Гутфритссон (939—941)
- Олав III (941—943/944)
- Ситрик II[англ.] (942)
- Рагналл Гутфритссон (943—944)
- Эдмунд I (944—946)
- Эйрик I Кровавая Секира (947—948)
- Олав III (949—952)
- Эйрик I Кровавая Секира (952—954)

## Внешние ссылки
- Brenda Ralph Lewis & David Nash Ford, "York: Viking Times"
- Timeline of Anglo-Saxon England